# Warcraft Adventures: Lord of the Clans
Warcraft Adventures: Lord of the Clans a fost un joc video anulat în genurile comedie neagră point & click de aventură. A fost dezvoltat de Blizzard Entertainment, cu acțiunea în universul Warcraft și a fost anulat înainte de lansarea sa.
La patru sau cinci luni după ce Blizzard a lansat Battle.net și Warcraft II: Beyond the Dark Portal a fost distribuit,  Blizzard a început dezvoltarea jocului Lord of the Clans care a fost anulat aproximativ după un an.  Jocul a fost programat inițial să apară la sfârșitul anului 1997, cu toate acestea data a fost schimbată în 1998. Au fost mai multe probleme de comunicare între Blizzard și compania de animatori ruși Animation Magic.